# Gabi Aszkenazi

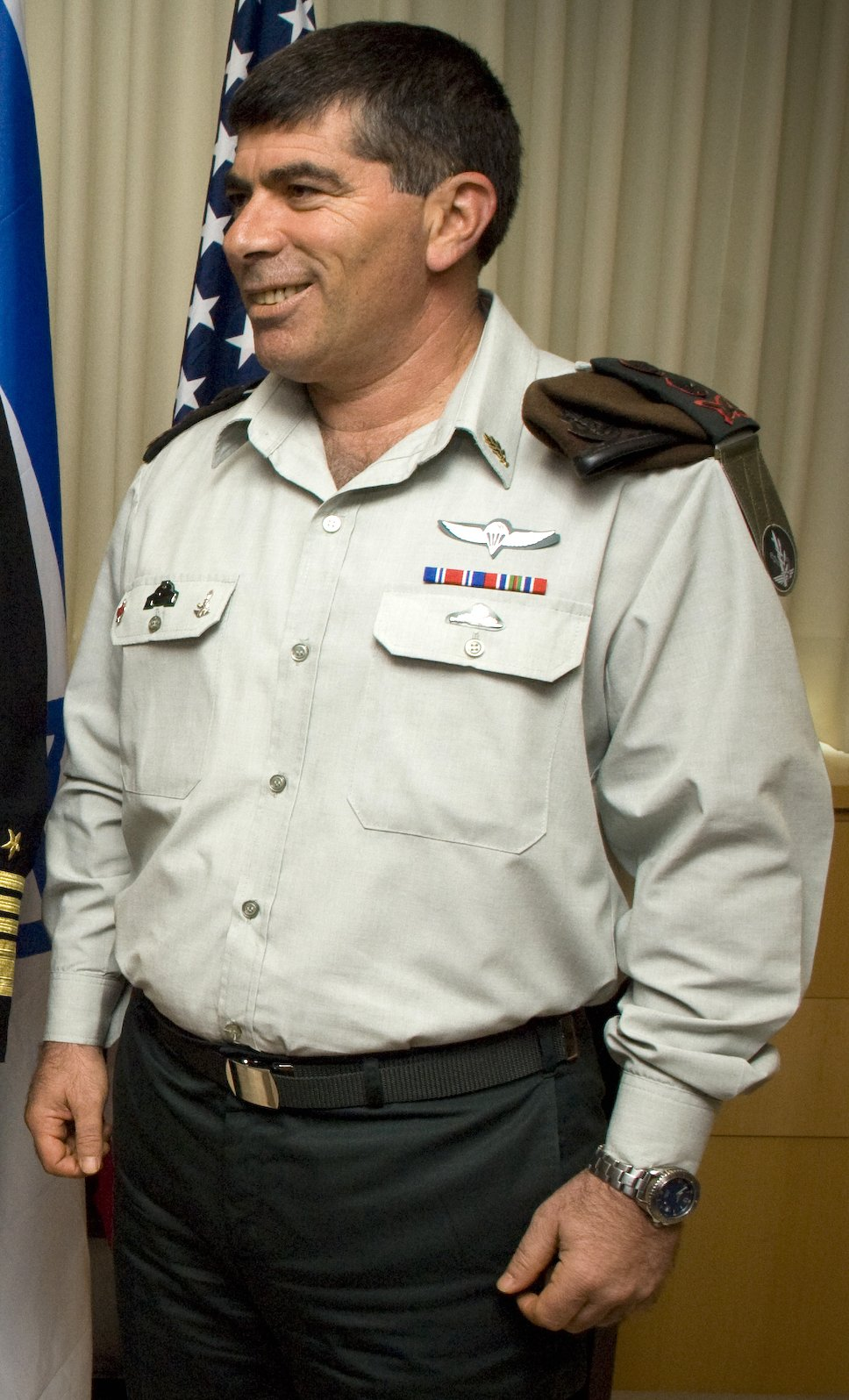
Gabi Aszkenazi

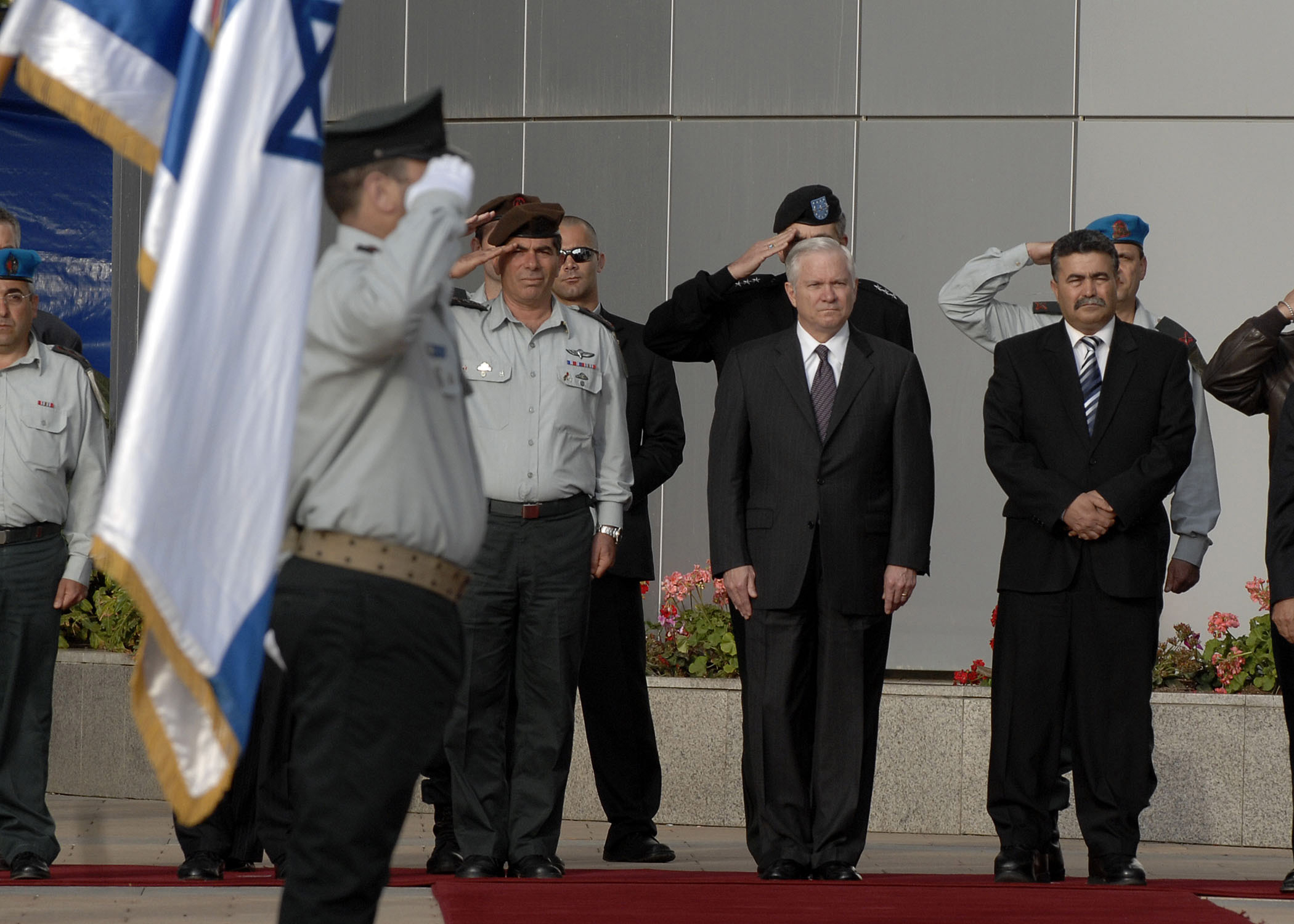
Generał Gabi Aszkenazi, Robert Gates i Amir Perec

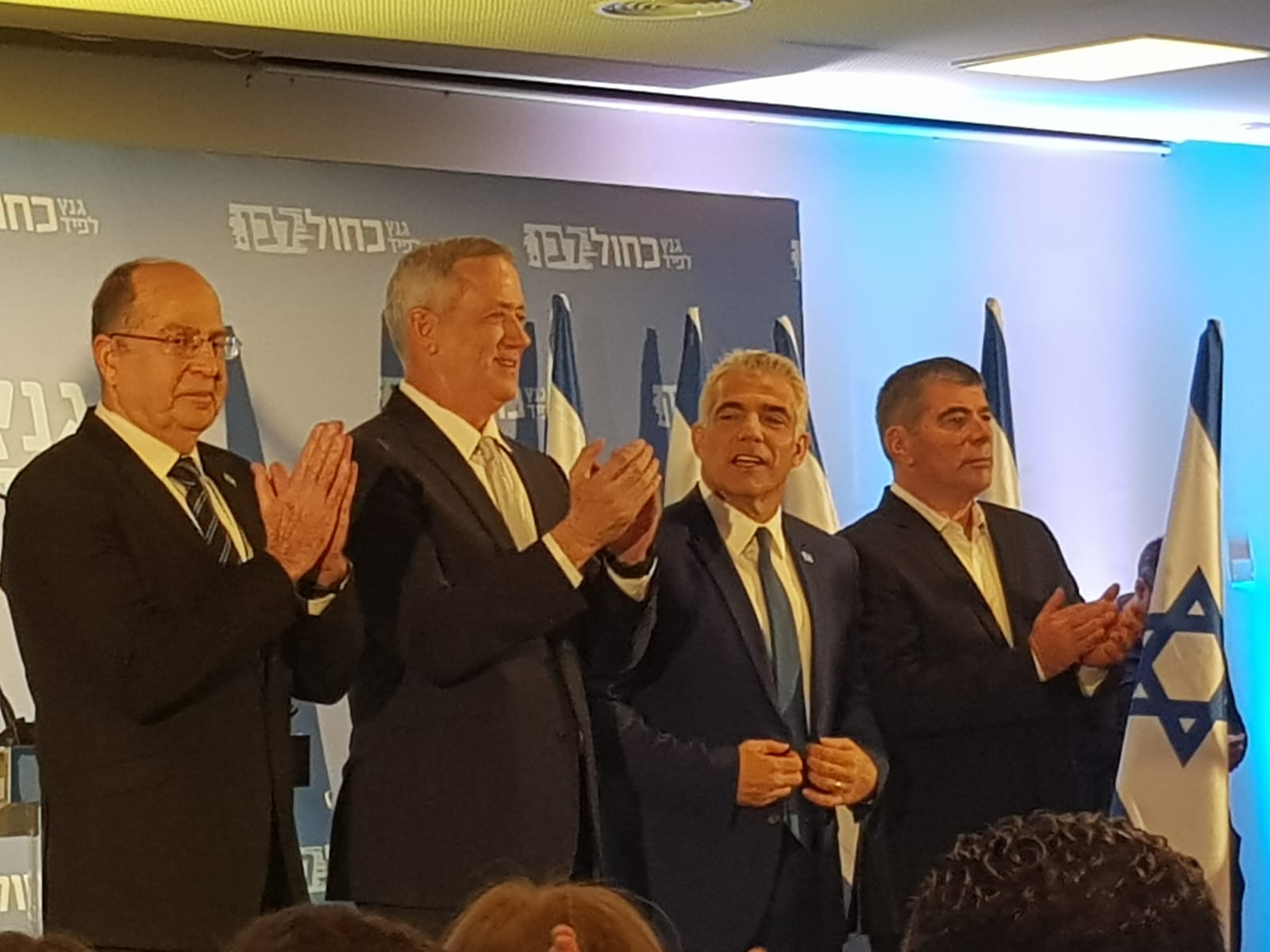
Liderzy Niebiesko-Białych: Mosze Ja’alon, Beni Ganc, Ja’ir Lapid i Gabi Aszkenazi (2019)

Gabi Aszkenazi (hebr. גבי אשכנזי; ur. 25 lutego 1954 w Chagor) – izraelski wojskowy i polityk, generał porucznik (raw alluf), oficer dyplomowany Sił Obronnych Izraela, w latach 2007–2011 szef Sztabu Generalnego Sił Obronnych Izraela, od 2020 minister spraw zagranicznych, od 2019 poseł do Knesetu.

## Życiorys

### Młodość
Dorastał w moszawie Chagor, położonym na równinie Szaron w centralnym regionie Izraela. Ojciec był żydowskim imigrantem z Bułgarii, który przeżył Holocaust. Matka była syryjską Żydówką, która znalazła pracę w moszawie. Aszkenazi ukończył wojskową szkołę średnią z internatem, związaną z prestiżowym Gimnazjum Herclija w Tel Awiwie. Jego współlokatorami w internacie byli Jigal Szwarc (ważna postać izraelskiej literatury) i Yoav Toker (dziennikarz pracujący w Paryżu).
Posiada tytuł licencjata nauk politycznych Uniwersytetu w Hajfie i jest absolwentem Harvard Business Management Program dla wyższej kadry kierowniczej.

### Służba wojskowa

#### Brygada Golani
W 1972 rozpoczął służbę wojskową w Siłach Obronnych Izraela. Po odbyciu obowiązkowego szkolenia wojskowego został przyjęty jako rekrut do elitarnej Brygady Golani. Pierwszy kontakt z działaniami wojennymi miał na półwyspie Synaj podczas wojny Jom Kipur w 1973. W lipcu 1976 Aszkenazi dowodził plutonem podczas operacji Entebbe, której celem było uratowanie zakładników w Ugandzie. Nie brał on jednak bezpośredniego udziału w walkach w porcie lotniczym Entebbe. Po raz pierwszy wszedł do bezpośrednich działań wojennych podczas operacji „Litani” w 1978 w południowym Libanie. Aszkenazi został ranny i opuścił jednostkę. W latach 1979–1980 przeszedł oficerskie szkolenie sztabowe, które ukończył z wyróżnieniem. W 1981 powrócił do Brygady Golani, otrzymał awans na podpułkownika (segan alluf) i objął dowództwo batalionu. Podczas wojny libańskiej w 1982 Aszkenazi pełnił obowiązki zastępcy dowódcy Brygady Golani, i bezpośrednio dowodził siłami zdobywającymi zamek Beaufort, oraz miasta An-Nabatijja i Jabel Baruch. W latach 1983–1984 wziął udział w kursie dowództwa sztabu amerykańskiej piechoty morskiej. Po jego ukończeniu, w 1984 został wyznaczony na oficera operacyjnego w dowództwie Korpusu Piechoty i Spadochroniarzy. W 1985 awansował na pułkownika (alluf miszne) i został dowódcą brygady w Północnym Dowództwie Sił Obronnych Izraela. W 1987 powrócił do Brygady Golani, już jako jej dowódca. Podobno cieszył się dużą sympatią żołnierzy.

#### Północne Dowództwo
W 1988 został mianowany szefem wywiadu w Północnym Dowództwie. W 1990 otrzymał awans na generała brygadiera (tat alluf) i objął dowództwo Dywizji Pancernej Rezerwy w Północnym Dowództwie. W 1992 został dowódcą jednostki łącznikowej w południowym Libanie. W 1994 przeniesiono go na szefa Zarządzania Operacyjnego w Sztabie Generalnym. W 1996 otrzymał awans na generała majora (alluf), i od tej pory służył jako asystent szefa Sztabu Generalnego Sił Obronnych Izraela. W 1998 został szefem Północnego Dowództwa. Był osobą odpowiedzialną za wycofanie izraelskich wojsk ze strefy bezpieczeństwa w południowym Libanie. Aszkenazi skrytykował decyzję o wycofaniu, ponieważ uważał, że powinny mu towarzyszyć negocjacje z Syrią.

#### Zastępca szefa Sztabu Generalnego
W 2002 Aszkenazi został zastępcą szefa Sztabu Generalnego. Podczas intifady Al-Aksa izraelski dziennik Ha-Arec uznał go za najbardziej umiarkowanego członka Sztabu Generalnego. Kiedy rozpoczęto budowę muru bezpieczeństwa Aszkenazi został osobą odpowiedzialną za ten projekt. Do jego zadań należało minimalizować negatywne skutki budowy muru dla Palestyńczyków. Aszkenazi wielokrotnie w tym okresie wypowiadał się przeciwko stosowaniu nadmiernej agresji wobec Palestyńczyków. Na początku 2005 był czołowym kandydatem do zastąpienia odchodzącego szefa Sztabu Generalnego, generała Mosze Ja’alona. Ostatecznie wybór padł na Dana Chaluca, a rozczarowany Aszkenazi w maju 2005 odszedł z armii. Został doradcą w firmie ubezpieczeniowej w Tel Awiwie.

#### Dyrektor generalny w Ministerstwie Obrony
W 2006 minister obrony Amir Perec powierzył Aszkenaziemu cywilne stanowisko dyrektora generalnego w Ministerstwie Obrony. Początkowo wydawało się, że będzie stosunkowo niedoświadczonym politykiem, jednak podczas II wojny libańskiej okazał się być o wiele bardziej sprawnym politykiem od swojego szefa.

#### Szef Sztabu Generalnego
W dniu 4 lutego 2007 rząd Izraela postanowił powołać Aszkenaziego na 19. szefa Sztabu Generalnego. 14 lutego otrzymał awans na generała porucznika (raw alluf) i został mianowany szefem Sztabu Generalnego.
Aszkenazi musiał wyciągnąć lekcje z II wojny libańskiej. Pod jego dowództwem Siły Obronne Izraela przeszły proces ustalenia win i słabości, które ujawniły się podczas wojny. Aszkenazi wprowadził liczne nowe intensywne szkolenia wojskowe, które obejmowały ćwiczenia indywidualne umiejętności żołnierzy, oraz duże ćwiczenia korpusów i brygad.
W grudniu 2007 spotkał się ze swoim amerykańskim odpowiednikiem admirałem Michaelem Mullenem, przewodniczącym Kolegium Połączonych Szefów Sztabów. Podczas wizyty w Stanach Zjednoczonych w lipcu 2008 otrzymał amerykańskie odznaczenie wojskowe Legion of Merit w stopniu „Commander”.
Pod koniec grudnia 2008 rozkazał rozpocząć operację Płynny Ołów w Strefie Gazy. Działania izraelskiej armii dowiodły, że wyciągnięto lekcje z wojny libańskiej i Siły Obronne Izraela odzyskały swoją reputację. W dniu 14 lutego 2011 zakończył pełnienie swoich obowiązków.

### Kariera polityczna
Przed wyborami w kwietniu 2019 dołączył do koalicji Niebiesko-Biali stworzonej przez Beniego Ganca, Moszego Ja’alona i Ja’ira Lapida. Otrzymał czwarte miejsce na liście. W wyborach uzyskał mandat posła.
17 maja 2020 roku został zaprzysiężony na ministra spraw zagranicznych. 13 czerwca 2021 wraz z zaprzysiężeniem nowego, trzydziestego szóstego rządu, na stanowisku zastąpił go Ja’ir Lapid.

## Życie prywatne
Jest żonaty z Ronit, mają dwoje dzieci Gali i Jitaja.

## Odznaczenia
- Legion of Merit